# Ústí (Přerov)
Ústí é uma comuna checa localizada na região de Olomouc, distrito de Přerov.